# Sheldon (California)
Sheldon es un área no incorporada ubicada en el condado de Sacramento en el estado estadounidense de California.

## Geografía
Sheldon se encuentra ubicada en las coordenadas 38°25′51″N 121°18′1″O / 38.43083, -121.30028.